# Sinamar
Sinamar is een bestuurslaag in het regentschap Dharmasraya van de provincie West-Sumatra, Indonesië. Sinamar telt 2763 inwoners (volkstelling 2010).